# Марково (Дебьоський район)
Ма́рково (рос. Марково) — присілок в Дебьоському районі Удмуртії, Росія.

## Населення
Населення — 16 осіб (2010; 49 в 2002).
Національний склад станом на 2002 рік:
- удмурти — 92 %

## Урбаноніми[3]
- вулиці — Марковська